# Картё, Пьер
Пьер Картё (фр. Pierre Carteus, 24 сентября 1943, Ронсе, Восточная Фландрия — 4 февраля 2003, Ронсе, Фламандский регион) — бельгийский футболист, игравший на позиции полузащитника.
Выступал, в частности, за клуб «Брюгге», в составе которого стал чемпионом Бельгии и двукратным обладателем Кубка Бельгии. Участник чемпионата мира 1970 года в составе национальной сборной Бельгии.

## Клубная карьера
Родился 24 сентября 1943 года в городе Ронсе. Воспитанник футбольной школы клуба «Ронсе» из своего родного города. Дебютировал за первую команду клуба в 1959 году в третьем бельгийском дивизионе, где за пять лет провёл 143 матча и забил 67 голов. После этого в 1964—1966 годах играл в той же лиге за «Руселаре», забив 38 голов в 45 матчах.
В 1966 году присоединился к клубу высшего дивизиона «Брюгге». Картё отыграл за эту команду следующие восемь сезонов своей игровой карьеры, сыграв в 262 матчах чемпионата и забив 88 голов. Он был игроком стартового состава и сформировал атакующее трио с Раулем Ламбером и Джони Тио, получившее прозвище «три мушкетёра». Выиграл с командой чемпионат Бельгии в 1973 году и дважды Кубок Бельгии в 1968 и 1970 годах. Единственный раз принял участие в розыгрыше Кубка европейских чемпионов в сезоне 1973/1974, где забил дубль «Флориане» (8:0) и отметился забитыми мячами в обоих матчах второго раунда против «Базеля», но не сумел помочь команде выйти в четвертьфинал. В сезоне 1970/1971 в рамках Кубка обладателей кубков отличился в обоих матчах 1/8 финала против «Цюриха», благодаря чему команда вышла в следующий раунд.
Из-за политики омоложения, проводимой Эрнстом Хаппелем, в 1974 году покинул «Брюгге» и следующие три года защищал цвета клуба «Остенде», с которым в 1977 году вылетел из высшего дивизиона. Завершил игровую карьеру в родной команде «Ронсе», за которую выступал в течение 1977—1982 годов в пятом дивизионе страны. Всего в высшем бельгийском дивизионе Картё сыграл 293 игры и забил 73 гола. Никогда не играя во втором дивизионе, в третьем он провёл 143 матча и забил 67 голов.

## Карьера в сборной
Не проведя ни одного матча в составе национальной сборной Бельгии, Картё поехал с командой на чемпионат мира 1970 года в Мексике, но и там на поле не выходил. Лишь 15 ноября 1970 дебютировал в официальных матчах за сборную в товарищеской игре против Франции (1:2). Через десять дней в матче квалификации на чемпионат Европы 1972 года против Дании (2:0) Картё сыграл свой второй и последний матч за сборную.
По завершении карьеры непродолжительное время работал тренером, после чего стал физиотерапевтом. Умер 4 февраля 2003 года на 60-м году жизни в городе Ронсе от продолжительной болезни.

## Достижения
Брюгге
- Чемпион Бельгии: 1972/1973
- Обладатель Кубка Бельгии (2): 1967/1968, 1969/1970